# Pacuvio Calavio
Pacuvio Calavio (in latino Pacuvius Calavius; fl. III secolo a.C.) è stato un nobile romano, supremo magistrato di Capua durante la seconda guerra punica.
Nel periodo immediatamente successivo alla battaglia del lago Trasimeno, impedì al popolo di Capua di consegnare la città ad Annibale. Quando i Capuani infine capitolarono, dissuase suo figlio da uno sconsiderato attentato alla vita del generale cartaginese.

## Biografia

### Origini familiari
Calavio discendeva dalla nobile famiglia campana dei Calavii, che era apparsa per la prima volta nella storia un secolo prima, durante la Seconda guerra sannitica. Era imparentato per matrimonio con alcune delle famiglie dominanti di Roma. Sua moglie, Claudia, era la figlia di Publio Claudio Pulcro, console nel 249 a.C., e sua figlia, Calavia, sposò Marco Livio Salinatore, console nel 219 e nel 207 a.C. Può darsi che abbia avuto un fratello, Stenio, ma lo storico Tito Livio afferma che questi era uno dei Ninni Celeri.

### La guerra annibalica
Nel 218 a.C., durante la Seconda guerra punica, Annibale invase l'Italia, e incominciò la sua implacabile marcia lungo la penisola, infliggendo devastanti perdite ai Romani nella battaglia della Trebbia e l'anno seguente nella battaglia del Lago Trasimeno. Mentre Annibale si avvicinava alla Campania, Calavio, che era il magistrato supremo di Capua, comprese che il popolo era così spaventato dall'avvicinarsi delle forze cartaginesi, che avrebbe chiesto la resa della città e forse il massacro del senato capuano, che si opponeva alla capitolazione.

### Calavio riconcilia il senato e il popolo
Al fine di impedire il crollo del governo capuano, Calavio escogitò un piano ingegnoso per portare alla riconciliazione tra il senato e il popolo. Riunì il senato e lo avvertì del pericolo. Dietro la sua assicurazione che avrebbero conservato le loro vite, i senatori accettarono di farsi rinchiudere nel palazzo del senato sotto custodia. Calavio uscì ad incontrare il popolo e gli offrì un'opzione sorprendente.
Egli propose che il popolo procedesse con il suo piano di processare i senatori e condannarli come meglio riteneva; ma per ogni senatore giustiziato, il popolo avrebbe dovuto prima scegliere un uomo migliore per sostituirlo. I cittadini scoprirono rapidamente che era più facile condannare i loro capi che mettersi d'accordo sui loro sostituti, e si affidarono di nuovo al senato.

### Attentato ad Annibale
Dopo il disastro della battaglia di Canne nel 216 a.C., Annibale entrò in Campania, e la città si arrese all'inevitabile. Ponendo i suoi quartieri invernali a Capua, Annibale invitò Calavio e suo figlio, Perolla, ad un banchetto in casa di un'altra famiglia nobile, i Ninni Celeri. Perolla era un sostenitore di Decio Magio, che si era opposto all'entrata di Annibale in città e si era battuto a favore di un'alleanza con Roma. Il piano di Annibale era di conquistarsi l'appoggio della nobiltà capuana, che egli sapeva essergli ostile.
Durante il banchetto, Perolla, che non aveva mai fatto finta di divertirsi, seguì suo padre in giardino e rivelò una spada, con la quale si proponeva di assassinare il generale cartaginese. Inorridito, Calavio implorò suo figlio di ripensarci, sostenendo che un tale atto, anche se realizzato, sarebbe stato un tradimento sia del padre del giovane sia della sua città; e che, inoltre, era improbabile che il suo piano avesse successo, ma Perolla sarebbe stato certamente abbattuto nel tentativo. Persuaso dalle suppliche di suo padre, il Calavio più giovane gettò la sua spada oltre il muro del giardino e ritornò nella sala.

## Pacuvio nella storiografia
Malgrado la sua nobile nascita e il suo successo nell'aver impedito prima un massacro e poi l'azione avventata di suo figlio, gli storici romani descrivono Calavio come un uomo dalla smodata ambizione e smania di potere, che ottenne la sua posizione mediante l'inganno. Ciò può essere stato in parte un'interpolazione basata sulla sua abile manipolazione della crisi politica del 217, o può aver riflettuto il punto di vista romano su un potente magistrato le cui azioni misero i bisogni della sua città davanti a Roma.